# Psalydolytta aegyptiaca
Psalydolytta aegyptiaca là một loài bọ cánh cứng trong họ Meloidae. Loài này được Mäklin miêu tả khoa học năm 1875.